# 凱利冰川 (博克格雷溫克海岸)
凱利冰川（英語：Kelly Glacier），是南極洲的冰川，位於維多利亞地的博克格雷溫克海岸，最終在提圖斯山以南注入塔克冰川，美國地質調查局根據測量和該國海軍的空中照片繪入地圖，現時由南極條約體系管理。